# 食前の祈り
『食前の祈り』(しょくぜんのいのり、仏: Le Bénédicité、英: Saying Grace) は、フランスの画家ジャン・シメオン・シャルダンが制作した油彩画である。パリのルーヴル美術館に所蔵されている2点のほかに、改変作がサンクトペテルブルクのエルミタージュ美術館、ロッテルダムのボイマンス・ヴァン・ベーニンゲン美術館、ストックホルム国立美術館にある。ほかにも18世紀から19世紀にかけてオークションで売買された作品があるが、それらは消失したか、現在は消息不明である。

## 概要
現在、ルーヴル美術館に所蔵されている『食前の祈り』のオリジナル作品は、同じくルーヴルに所蔵されているシャルダンの『仕事にいそしむ母』とともに1740年のサロンに出品された。続いて、シャルダンは同主題の作品を1746年と1761年のサロンでも発表した。ドニ・ディドロは1740年の『食前の祈り』について熱を込めて語り、フランス王ルイ15世もこの作品に感銘を受けたため、後にシャルダンは王に作品を献上したが、王の死後に忘却され、1845年に再発見された。なお、ルーヴルにあるもう１点の『食前の祈り』は画家が生涯保有していたが、後にルイ・ラ・カーズ氏の所有に帰し、1861年に氏の膨大な寄贈作品に含まれて、ルーヴルに入った。

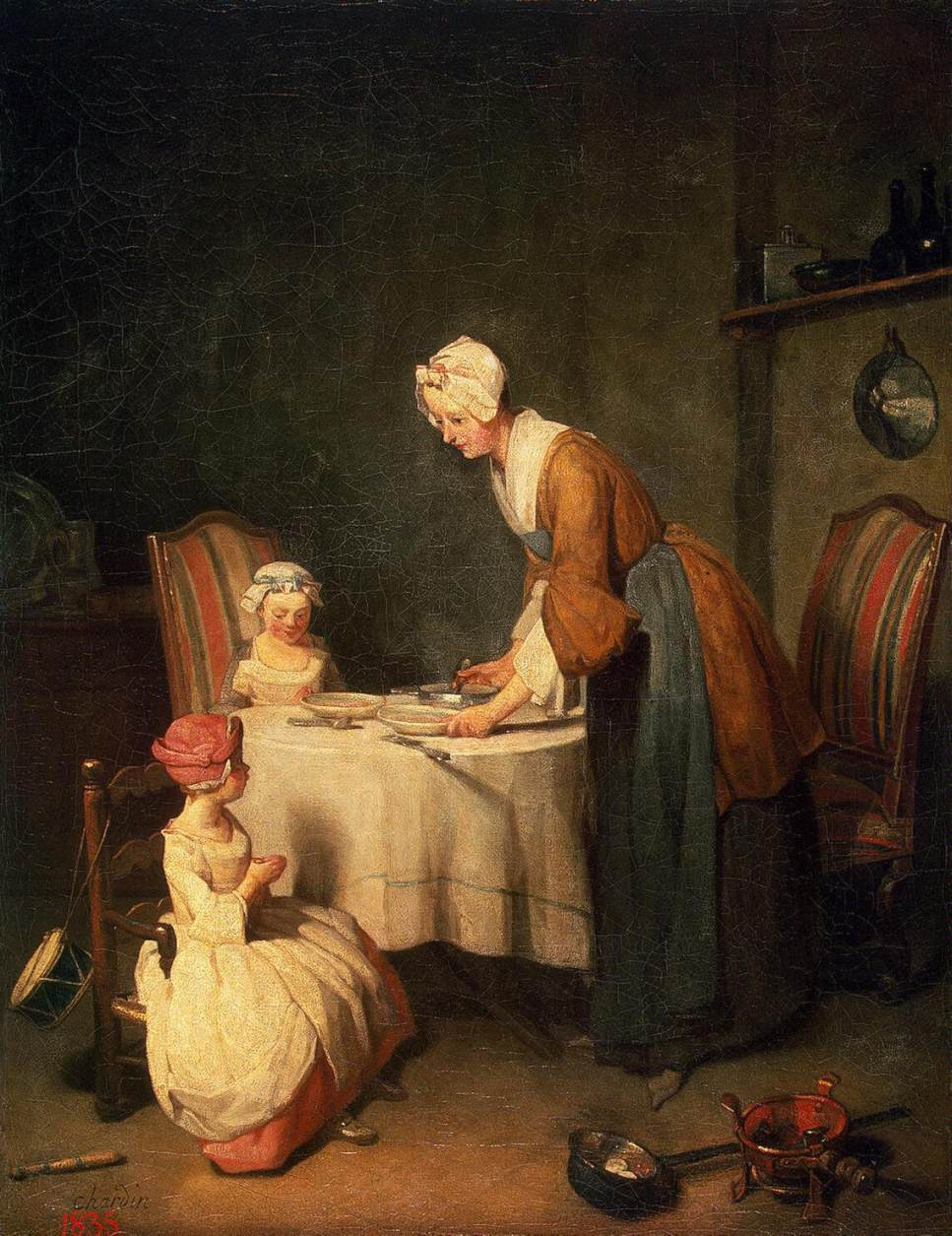
『食前の祈り』(1744年) 49.5 cm x 38.4 cm エルミタージュ美術館、サンクトペテルブルク

エルミタージュ美術館に所蔵されている改変作には、一連の『食前の祈り』を描いた作品の中で唯一1744年の年記と署名が残されている。このことは画家がこの主題に最も成功したと感じている証左であろう。この作品は形体をより洗練させており、軽快な銀色に輝く色彩によって、ほかの同主題の作品と一線を画している。
シャルダンは静物画家として知られているが、1730年代以降には17世紀のオランダの風俗画を手本として風俗画も描いた。この時期に画家は結婚し、子供も儲けているが、その表現力はオランダの画家たちを超えていき、正確で、愛情に満ちた視点で子供たちの世界や平凡な市民の日常生活を秀逸に描いた。「食前の祈り」はオランダで人気のあった主題であるが、シャルダンの描き方はずっと優雅である。オランダの画家たちと異なり、シャルダンは劇的な効果を高めるためではなく、親密な家族の姿に注意を導くために明暗のコントラストを用いている。
質素な部屋で食卓を囲む母親と2人の小さな子供。母親はスープをよそい、子供たちはお祈りをしている。画面で演じられているのはありふれた些細なドラマであるが、家族の絆や、その精神的支柱である信仰を確認するための重要な行為であったはずである。また、食事の前に神への感謝の祈りを捧げるよう子供を躾ける母親の姿は、フランスの中流市民の道徳観をよく表している。